# Peter Cornelius (Liedermacher)

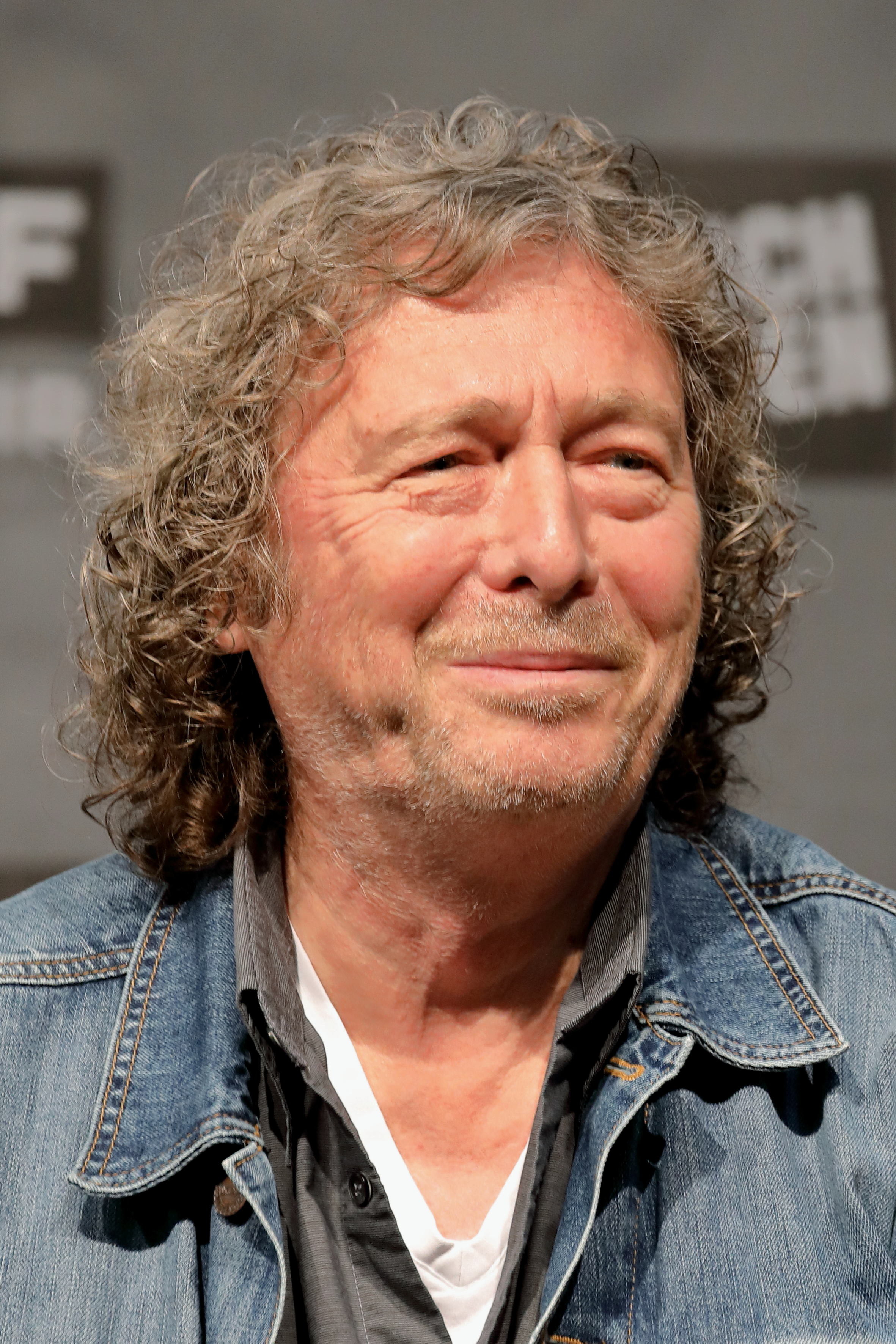
Peter Cornelius (2018)

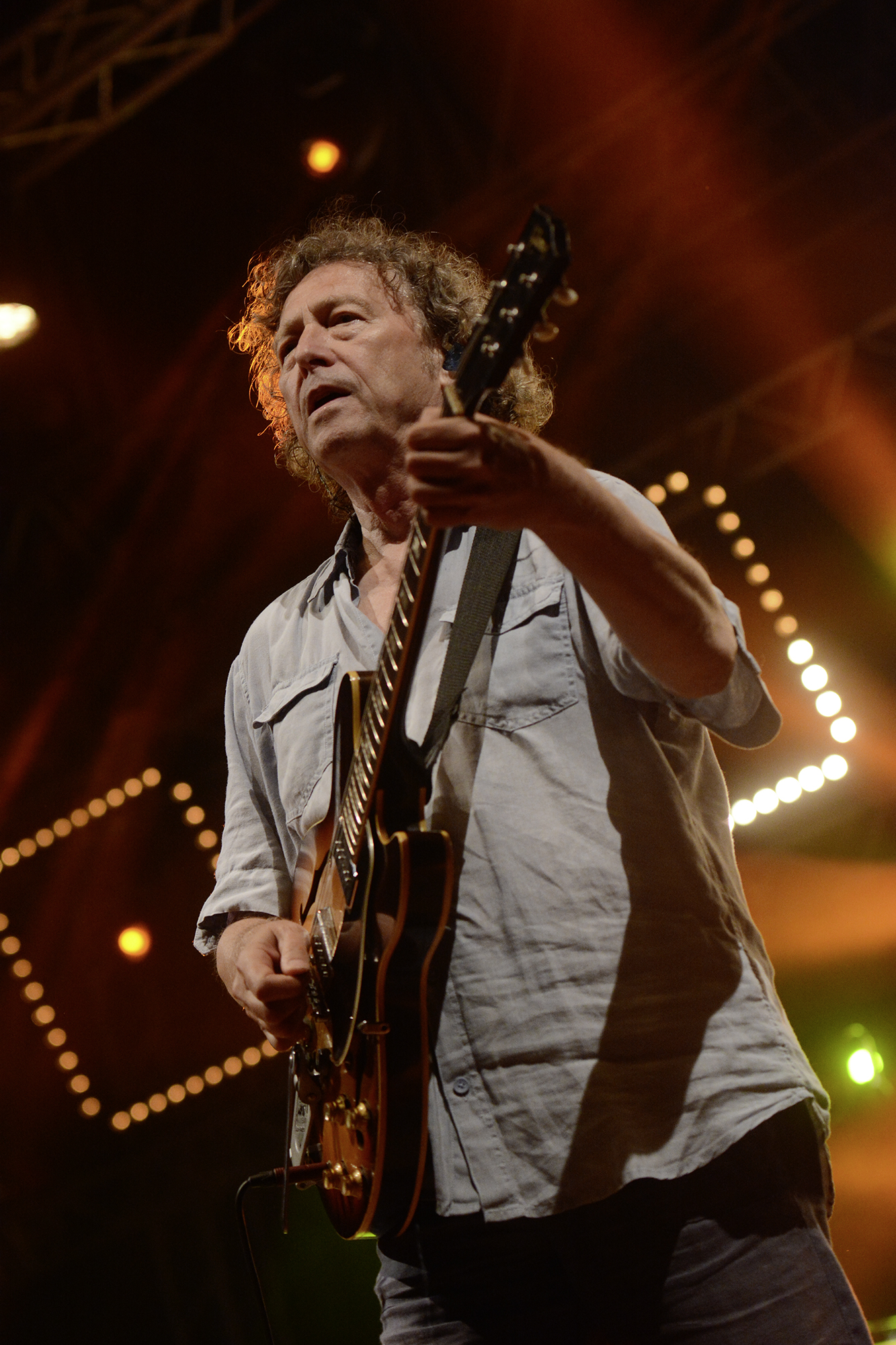
Peter Cornelius (2015)

Peter Cornelius (* 29. Jänner 1951 in Wien, bürgerlich Peter Cornelius Korunka) ist ein österreichischer Liedermacher, Sänger und Gitarrist.

## Leben

### Jugend und Karrierebeginn
Geboren in Hadersdorf-Weidlingau, einem Stadtteil des 14. Wiener Gemeindebezirks Penzing, machte Cornelius nach der Schule eine Ausbildung als Bankkaufmann. 1973 nahm er am Talentwettbewerb Show-Chance des ORF teil und erreichte den ersten Platz mit dem Lied Die Wolk’n. Anschließend war er Mitglied im Ensemble des Musicals Hair, das in Hamburg und Berlin gastierte.
Bis 1978 erschienen mehrere Singles und Alben beim Label Polydor, von denen der Titel Calafati (1978) in einer späteren Version Bekanntheit erreichen sollte.

### 1980er Jahre, Durchbruch und Wandel
1980 hatte Cornelius mit dem Album Der Kaffee ist fertig (produziert von Michael Cretu) erstmals auch außerhalb seines Heimatlandes Erfolg als Popsänger.
Im folgenden Jahr nahm er an der deutschen Vorentscheidung zum Eurovision Song Contest teil, wo er mit dem Titel Träumer, Tramps und Clowns den sechsten Platz unter zwölf Teilnehmern belegte.
Mit der Single Du entschuldige – i kenn’ di und dem dazugehörigen Album Zwei gelang ihm schließlich auch in Deutschland der Durchbruch, was ihm hohes Airplay bei deutschen Radiosendern verschaffte. Single und Album waren erneut von Cretu produziert und wurden mit den späteren Mitgliedern der Synthie-Pop-Band Moti Special (Michael Cretu, „Tissy“ Thiers, Nils Tuxen und „Dicky“ Tarrach sowie „Bessy“ Besser) eingespielt.
Auch nachfolgende Singles wie Reif für die Insel, Streicheleinheiten, Segel im Wind (mit Curt Cress am Schlagzeug), Süchtig und Zufällig wurden überwiegend erfolgreich. Der Ausdruck „Reif für die Insel“ von 1982 wurde in kurzer Zeit zum geflügelten Wort.
Der Titel Du entschuldige – i kenn’ di wurde von Schlagersänger Bernhard Brink 1981 in einer hochdeutschen Fassung aufgenommen und in der ZDF-Hitparade präsentiert.

### 1990er Jahre, Schaffenspause und Rückkehr
1990 wirkte Peter Cornelius als Gitarrist auf dem Album Wieder in Wien von Georg Danzer mit. Auch ist er seit Anfang der 1990er Jahre Mitglied des Musikprojekts Enigma von Michael Cretu, wofür er für den Grammy als bester Gitarrist nominiert wurde. 1992 erschien als gemeinsames Projekt das Album Cornelius + Cretu, welches komplett in hochdeutsch gesungen wurde und einen eher düster-melancholischen Grundton aufweist. Auf das Album Lieber heut als morgen (1993) folgte eine siebenjährige Schaffenspause.
Erst 2001 erschien schließlich Cornelius’ Album Lebenszeichen. Auch die Nachfolger Schatten und Licht (2003) und Wie ein junger Hund im hohen Gras (2006) verhalfen ihm zur Rückkehr in die Riege der deutschsprachigen Liedermacher. 2005 erschien außerdem eine Live-DVD zum 30-jährigen Bühnenjubiläum, mitgeschnitten vor 100.000 Zuschauern auf dem Wiener Donauinselfest. 2008 veröffentlichte er das Album Handschrift und 2012, nach vierjähriger Pause, sein einundzwanzigstes Album 12 neue 12.

## Privates
Peter Cornelius lebt in Purkersdorf im Bezirk St. Pölten-Land und ist seit 2001 mit seiner Frau Ulrike verheiratet.

## Diskografie

### Studioalben
| Jahr | Titel                              | Höchstplatzierung, Gesamtwochen, AuszeichnungChartplatzierungen (Jahr, Titel, Platzierungen, Wochen, Auszeichnungen, Anmerkungen) | Höchstplatzierung, Gesamtwochen, AuszeichnungChartplatzierungen (Jahr, Titel, Platzierungen, Wochen, Auszeichnungen, Anmerkungen) | Höchstplatzierung, Gesamtwochen, AuszeichnungChartplatzierungen (Jahr, Titel, Platzierungen, Wochen, Auszeichnungen, Anmerkungen) | Anmerkungen                              |
| Jahr | Titel                              | DE | AT | CH | Anmerkungen                              |
| ---- | ---------------------------------- | --- | --- | --- | ---------------------------------------- |
| 1980 | Zwei                               | DE21 (20 Wo.)DE | — | — |                                          |
| 1981 | Reif für die Insel                 | DE22 (44 Wo.)DE | AT1 (16 Wo.)AT | — |                                          |
| 1982 | Ohne Filter / Bevor I geh          | DE56 (5 Wo.)DE | — | — | Erstveröffentlichung: August 1982        |
| 1983 | Fata Morgana                       | DE52 (12 Wo.)DE | — | CH24 (1 Wo.)CH |                                          |
| 1984 | Streicheleinheiten                 | DE4 (12 Wo.)DE | — | — |                                          |
| 1984 | Süchtig                            | DE53 (4 Wo.)DE | AT4 (34 Wo.)AT | — |                                          |
| 1986 | Gegen den Strom                    | — | AT14 (10 Wo.)AT | — |                                          |
| 1987 | Cornelius ’87                      | — | AT13 (10 Wo.)AT | — |                                          |
| 1988 | Sensibel                           | — | AT24 (8 Wo.)AT | — |                                          |
| 1990 | Sehnsucht                          | — | — | CH25 (2 Wo.)CH |                                          |
| 2001 | Lebenszeichen                      | — | AT48 (3 Wo.)AT | — | Erstveröffentlichung: 29. Januar 2001    |
| 2003 | Schatten und Licht                 | — | AT33 (5 Wo.)AT | — | Erstveröffentlichung: 1. September 2003  |
| 2012 | 12 neue 12                         | — | AT25 (3 Wo.)AT | — | Erstveröffentlichung: 16. November 2012  |
| 2017 | Unverwüstlich                      | — | AT21 (5 Wo.)AT | — | Erstveröffentlichung: 29. September 2017 |
| 2019 | Liebeslieder – 12 Bekannte 12 Neue | — | AT37 (2 Wo.)AT | — | Erstveröffentlichung: 22. November 2019  |

grau schraffiert: keine Chartdaten aus diesem Jahr verfügbar
Weitere Studioalben
- 1974 Hampelmann
- 1974 Fleckerlteppich
- 1976 Eine Rose aus Papier
- 1979 Mit’n Schmäh
- 1980 Der Kaffee ist fertig
- 1989 Jahreszeiten
- 1990 In Bewegung
- 1992 Cornelius + Cretu (Projekt mit Michael Cretu)
- 1993 Lieber heut als morgen
- 2006 Wie ein junger Hund im hohen Gras
- 2006 Peter Cornelius: Live vor 100.000 auf dem Donauinselfest (DVD)
- 2008 Handschrift

### Kompilationen
| Jahr | Titel      | Höchstplatzierung, Gesamtwochen, AuszeichnungChartplatzierungen (Jahr, Titel, Platzierungen, Wochen, Auszeichnungen, Anmerkungen) | Höchstplatzierung, Gesamtwochen, AuszeichnungChartplatzierungen (Jahr, Titel, Platzierungen, Wochen, Auszeichnungen, Anmerkungen) | Höchstplatzierung, Gesamtwochen, AuszeichnungChartplatzierungen (Jahr, Titel, Platzierungen, Wochen, Auszeichnungen, Anmerkungen) | Anmerkungen                            |
| Jahr | Titel      | DE | AT | CH | Anmerkungen                            |
| ---- | ---------- | --- | --- | --- | -------------------------------------- |
| 2004 | Das Beste  | — | AT35 (7 Wo.)AT | — | Erstveröffentlichung: 22. März 2004    |
| 2015 | Best of    | — | AT8 (24 Wo.)AT | — | Erstveröffentlichung: 16. Oktober 2015 |
| 2021 | Tageslicht | — | AT24 (2 Wo.)AT | — | Erstveröffentlichung: 29. Januar 2021  |

Weitere Kompilationen
- 1987 Meine großen Erfolge
- 1988 Liederbuch
- 1988 Porträt (Doppel-CD)
- 1989 Poptakes
- 1989 Instrumental
- 1992 Streicheleinheiten
- 1995 Meisterstücke
- 1995 Song Portrait
- 1996 Liedermacher
- 1997 Die größten Hits aus 25 Jahren
- 1998 Master Series
- 1999 Schwerelos (3 CD-Box)
- 2001 Best of Peter Cornelius
- 2006 Peter Cornelius – Best of – Reif für die Insel (3 CD-Box)
- 2015 Peter Cornelius – Best of – 36 grosse Songs (Doppel-CD)

### Singles
| Jahr | Titel Album                                       | Höchstplatzierung, Gesamtwochen, AuszeichnungChartplatzierungen (Jahr, Titel, Album, Platzierungen, Wochen, Auszeichnungen, Anmerkungen) | Höchstplatzierung, Gesamtwochen, AuszeichnungChartplatzierungen (Jahr, Titel, Album, Platzierungen, Wochen, Auszeichnungen, Anmerkungen) | Höchstplatzierung, Gesamtwochen, AuszeichnungChartplatzierungen (Jahr, Titel, Album, Platzierungen, Wochen, Auszeichnungen, Anmerkungen) | Anmerkungen                                                          |
| Jahr | Titel Album                                       | DE | AT | CH | Anmerkungen                                                          |
| ---- | ------------------------------------------------- | --- | --- | --- | -------------------------------------------------------------------- |
| 1973 | Die Wolk'n Fleckerlteppich                        | — | AT2 (10 Wo.)AT | — |                                                                      |
| 1974 | Hampelmann Fleckerlteppich                        | — | AT4 (16 Wo.)AT | — |                                                                      |
| 1975 | Flipper –                                         | — | AT16 (4 Wo.)AT | — |                                                                      |
| 1980 | Du entschuldige – i kenn’ di –                    | DE8 (23 Wo.)DE | AT1 (24 Wo.)AT | CH2 (9 Wo.)CH |                                                                      |
| 1981 | Reif für die Insel Reif Für Die Insel             | DE38 (7 Wo.)DE | AT4 (14 Wo.)AT | — |                                                                      |
| 1985 | Warum? –                                          | — | AT1 (14 Wo.)AT | — | Erstveröffentlichung: 15. April 1985 als Teil von Austria für Afrika |
| 1985 | Segel im Wind Süchtig                             | — | AT1 (22 Wo.)AT | — |                                                                      |
| 1985 | Süchtig                                           | — | AT7 (14 Wo.)AT | — |                                                                      |
| 1986 | Irgendwann im nächsten Leb’n Gegen Den Strom      | — | AT22 (2 Wo.)AT | — |                                                                      |
| 1987 | Treib mi net zum Wahnsinn, Liebling Cornelius ’87 | — | AT19 (6 Wo.)AT | — |                                                                      |
| 1988 | Sanft ist unser Kampf Sensibel                    | — | AT4 (10 Wo.)AT | — |                                                                      |
| 1990 | Zufällig In Bewegung                              | — | AT29 (1 Wo.)AT | — |                                                                      |

## Auszeichnungen
- 2022: Goldenes Ehrenzeichen für Verdienste um die Republik Österreich[5]